# Judar i Litauen
Judar i Litauen eller litvaks är en kulturell och religiös minoritet i landet med rötter i det tidigare storfurstendömet Litauen. Litauen var tidigare hem till en av de största judiska diaspororna i världen. Före andra världskriget uppgick den litauiska judiska befolkningen till omkring 160 000 personer, cirka sju procent av den totala befolkningen. Enbart i huvudstaden Vilnius beräknas den judiska befolkningen ha uppgått till nästan 100 000, vilket motsvarade omkring 45 procent av stadens befolkning. I Vilnius fanns tidigare fler än 110 synagogor och tio yeshivas.
Det traditionella språket för judar i Litauen är jiddisch.